# 루트비히 3세 (바이에른)
루트비히 3세(독일어: Ludwig III, 1845년 1월 7일 ~ 1921년 10월 18일)은 바이에른 왕국 최후의 군주(재위: 1913년 11월 5일 ~ 1918년 11월 7일)이다. 본명은 루트비히 루이트폴트 요제프 마리아 알로이스 알프리트(Ludwig Luitpold Josef Maria Aloys Alfried).
바이에른의 섭정을 역임한 루이트폴트 왕자와 토스카나 대공녀 아우구스타 페르디난데 부부의 첫째 아들로 태어났으며 바이에른의 오토 국왕의 사촌이기도 하다. 1886년에 즉위한 오토 국왕이 정신 질환으로 인해 직무를 수행할 수 없게 되면서 그의 아버지인 루이트폴트가 섭정 역할을 수행했다. 1912년 루이트폴트 섭정이 사망한 이후에는 바이에른의 섭정 역할을 수행했다.
1913년 11월 5일에는 바이에른 왕국의 헌법 개정에 따라 오토 국왕을 폐위시키고 왕위에 올랐다. 1918년 독일 11월 혁명의 여파로 인해 독일군이 바이에른 왕국의 수도인 뮌헨을 공격하기 직전에 탈출했다. 1918년 11월 13일에는 제1차 세계 대전의 항복 문서에 독일 제국 대표로 서명했다.
루트비히 3세는 1919년에 리히텐슈타인 파두츠를 거쳐 헝가리 왕국로 망명했고 1921년에 사망할 때까지 헝가리 왕국에서 여생을 보냈다. 재커바이트 계승자인 마리아 테레사 엔리케타 다스부르고에스테와 결혼하여 4남 9녀를 두었다. 